# Brno (berg)
Brno är ett berg i Tjeckien.   Det ligger i regionen Plzeň, i den västra delen av landet, 60 km sydväst om huvudstaden Prag. Toppen på Brno är 718 meter över havet. Brno ingår i Radeč.
Terrängen runt Brno är platt åt nordost, men åt sydväst är den kuperad.Runt Brno är det ganska tätbefolkat, med 120 invånare per kvadratkilometer. Närmaste större samhälle är Rokycany, 10,3 km sydväst om Brno. I omgivningarna runt Brno växer i huvudsak blandskog.